# Пахальчак, Василий Карпович
Василий Карпович Пахальчак (1 января 1867 — 1931) — член III Государственной думы от Подольской губернии, крестьянин.

## Биография

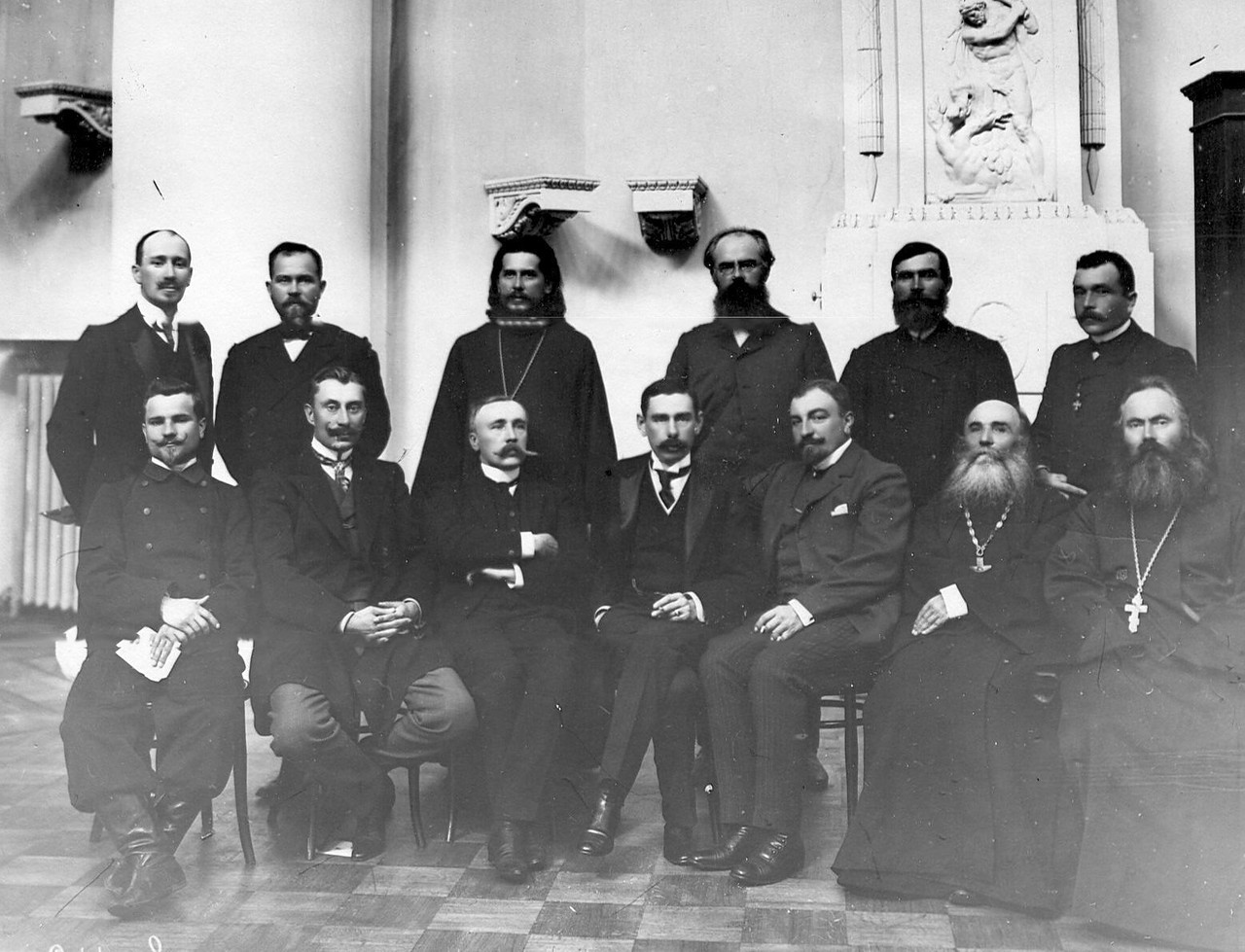
Депутаты Государственной думы Российской империи III созыва, от Подольской губернии. Сидят: Андрийчук Г. А., Потоцкий А. А., Червинский Г. Е., Балашёв П. Н., Гижицкий А. С., Маньковский Г. Т., Сендерко М. И.; стоят: Чихачёв Д. Н., Пахальчак В. К., Подольский В. И., Балаклеев И. И., Николенко П. Е., Галущак С. О.

Православный, крестьянин усадьбы Шишкова-Дуброва, недалеко от Мурафы.
Окончил двухклассное сельское министерское училище в Мурафе. Отбывал воинскую повинность, вышел в запас в чине прапорщика армейской пехоты.
Занимался земледелием и пчеловодством (имел 2,8 десятины надельной земли, усадьбу и пасеку). С начала 1890-х до избрания в Думу служил волостным писарем. Кроме того, избирался гласным Ямпольского уездного и Подольского губернского земских собраний. Состоял секретарем Мурафского отдела «Союза русского народа», а после избрания в Думу — его почетным председателем. Был женат.
В 1907 году был избран членом III Государственной думы от Подольской губернии. Входил во фракцию правых. Был членом Совета фракции и товарищем секретаря Бюро фракции. Состоял членом комиссий: финансовой, о мерах по борьбе с пожарами, по местному самоуправлению, по рабочему вопросу и об изменении законодательства о крестьянах. В 1909—1912 годах входил в Крестьянскую группу.
Состоял кандидатом в члены Главного совета «Союза русского народа», а с 1908 по 1911 годы — почётным членом Союза с правами члена-учредителя. Принимал участие в заседаниях Главной палаты Союза Михаила Архангела.
Василий Карпович умер в 1931 году в Мурафе.

## Семья
У Василия Карповича и его жены Иустины Яковлевны было много детей. Некоторые умерли в младенчестве, выжили шестеро. Однако дочь Надя умерла в детстве. Остальные: Елена, Константин, Татьяна, Лариса, Михаил в полной мере разделили судьбу XX века.[что?]

## Награды
- серебряная медаль «За долголетнюю усердную и беспорочную службу по крестьянскому общественному самоуправлению».